# ゆうナビ!
『ゆうナビ!』は、2010年3月29日から2011年3月25日まで放送されたNHK-FM放送の中国地方向けのラジオ番組である。前身は「夕べのひととき」。

## 概要
平日の18:00 - 18:50に放送された。月 - 木曜は中国地方向けであり、四国ブロックでは『FMゆうやけジョッキー』が放送された。金曜日はゆうナビ!スペシャルと題して、NHK松山放送局と交互に制作し四国地方でも放送された。
後番組は東京発の「とことん○○」の再放送となり、中国・四国共にこの時間のローカル放送枠は隔週制作枠を含め終了した。

## 放送内容

### 月 - 木曜日
NHK広島放送局から中国地方に向けて放送された。前半はリクエストに応え、中盤は情報系のコーナー、後半はアーティストの特集で構成された。
パーソナリティ
- 香取由有子（月曜、火曜）
- 斉藤翠（水曜、木曜）

コーナー
- 18:05頃：ゆうナビ!リクエスト - ウィークリーテーマでリクエストに応える。
- 18:25頃：ゆうナビ!インフォ - 日替わりの情報コーナー。
  - （月）ゆうナビ!ごはん - 旬の食材でレシピを紹介。
  - （火）寄りナビ! - 道の駅など立ち寄りスポットを紹介。
  - （水）のりもの愛情学 - 鉄道や自動車などの楽しみ方を紹介。
  - （木）キャンナビ! - 大学生が特派員として登場する。
- 18:35頃：ゆうナビ!クリップ - 日替わりでアーチストを特集。インタビューなどもある。

### 金曜日
「スペシャル」と称し、中国・四国ブロックで放送された。制作は、NHK広島放送局とNHK松山放送局が隔週で行った。
パーソナリティ
- 定松“太郎”美里（広島、安田女子大学4年生）
- 香取由有子（広島）
- 久武優実（松山、松山大学3年生）
- 藤田晴彦（松山）

コーナー
- 金曜ドーロショー - ドライブの思い出メッセージとリクエストに応える。
- 中四（なかよし）観光協会 - 週末のおすすめスポットを紹介。
- JIMOTO RECORDS - 地元で頑張るインディーズミュージシャンを紹介。